# Wigston Parva
Wigston Parva – osada w Anglii, w hrabstwie Leicestershire, w dystrykcie Blaby. Leży 20 km na południowy zachód od miasta Leicester i 138 km na północny zachód od Londynu.